# Christoph Thun-Hohenstein

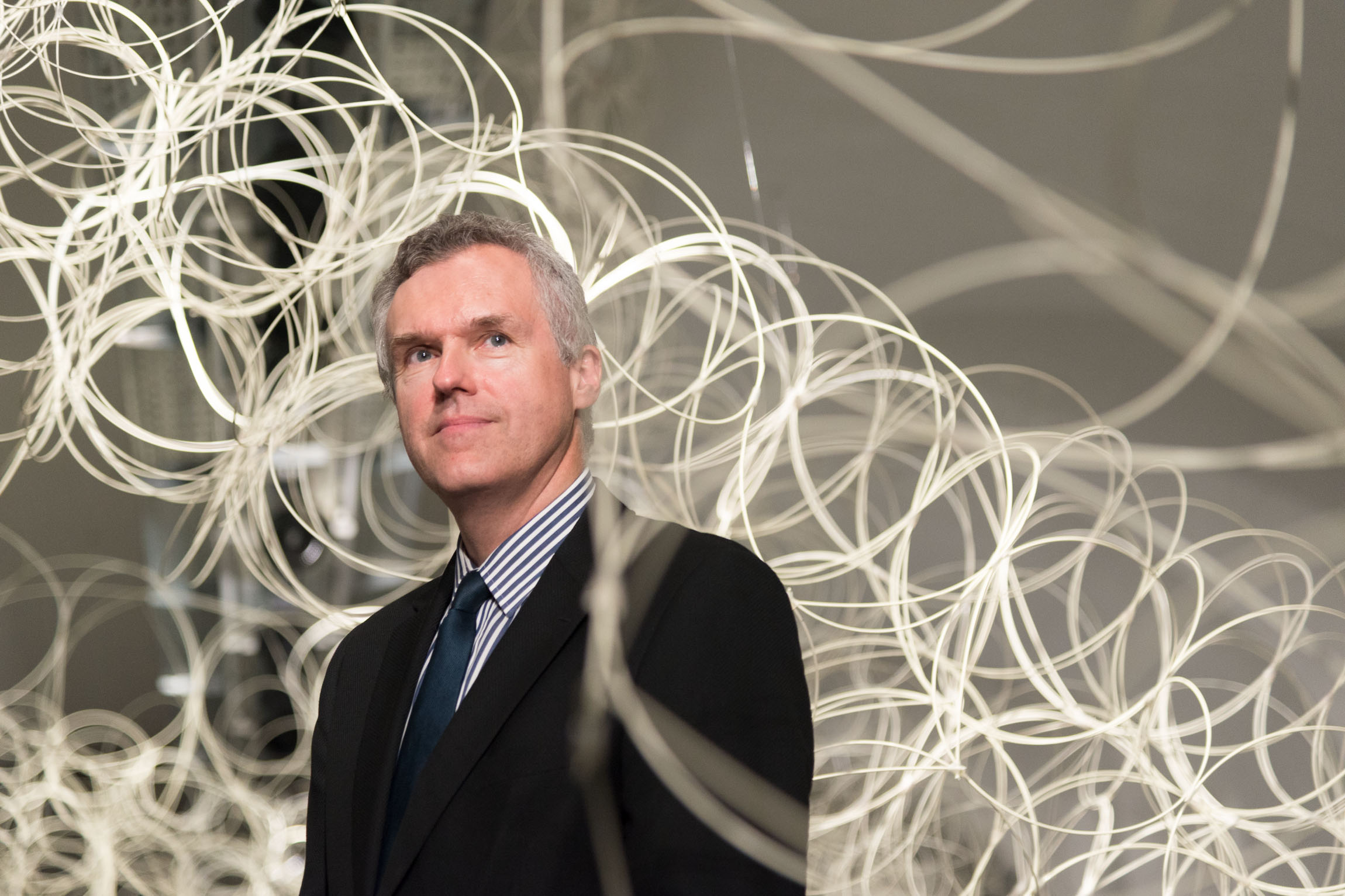
Christoph Thun-Hohenstein (2014)

Christoph Paul Norbert Thun-Hohenstein (* 16. Februar 1960 in Wolfsberg in Kärnten) ist ein österreichischer Jurist, Diplomat, Kunstmanager und Publizist.

## Leben
Christoph Thun-Hohenstein entstammt der Linie der Grafen Thun-Hohenstein-Sardagna und maturierte 1978 am Wiener Akademischen Gymnasium und promovierte 1982 zum Dr. iur. (Rechtswissenschaft) sowie 1983 zum Dr. phil. (Politikwissenschaft und Kunstgeschichte) an der Universität Wien.
Zwischen 1984 und 1993 war er für den diplomatischen Dienst des Außenministeriums unter anderem in Abidjan, Genf und Bonn, ab 1993 war er „maßgeblich für den juristischen Anteil des österreichischen EU-Beitritts verantwortlich“ und publizierte in der Folge das mehrfach aufgelegte Standardwerk Europarecht. Von 1999 bis 2007 leitete er das Österreichische Kulturforum in New York, danach arbeitete er als Kunstmanager in Wien. Von 1. September 2011 bis 31. August 2021 leitete er das Museum für angewandte Kunst (MAK) in Wien. Nach Ende der ersten Amtszeit im Jahr 2016 wurde sein Vertrag um fünf Jahre verlängert. Ende April 2021 wurde Lilli Hollein als seine Nachfolgerin im MAK ab September 2021 bekanntgegeben.
Seit Oktober 2022 ist Thun-Hohenstein Sektionschef der Sektion „Internationale Kulturangelegenheiten“ des österreichischen Außenministeriums.

## Auszeichnungen
- 2016: Goldenes Ehrenzeichen für Verdienste um das Land Wien

## Werke
- Christoph Thun-Hohenstein: Europarecht. 6. Auflage. Manz, Wien 2008, ISBN 978-3-214-10215-9.
- Christoph Thun-Hohenstein: Die Angst des Bürgers vor Europa. Ibera & Molden, Wien 1996, ISBN 3-900436-29-0.
- Christoph Thun-Hohenstein (Hrsg.): Der Vertrag von Amsterdam. Manz, Wien 1997, ISBN 3-214-06148-8.
- Alexander Schallenberg und Christoph Thun-Hohenstein: Die EU-Präsidentschaft Österreichs. Manz, Wien 1999, ISBN 3-214-01939-2.